# Министерство науки и высшего образования Польши
Министерство науки и высшего образования Польши — орган исполнительной власти, был создан 5 мая 2006 года в результате разделения Министерства образования и науки на Министерство национального образования и Министерство науки и высшего образования. Министерство проводит политику государства в области науки и высшего образования. Готовит стратегические решения, обеспечивает реализацию программ и фондов ЕС. Поддерживает развитие польских университетов и научно-исследовательских институтов ПАН.
1 января 2021 года второй кабинет Матеуша Моравецкого упразднил министерство, его функции переданы Министерству образования и науки. Министерство было восстановлено с 1 января 2024 года согласно постановлению Совета Министров от 16 декабря 2023 года путём разделения Министерства образования и науки в третьем кабинете Дональда Туска.

## Задачи Министерства
- Поддержка университетов. Польские университеты являются автономными - это гарантирует им Конституция. Они могут создавать свои собственные учебные программы, сотрудничать с правительствами, местными предприятиями и НПО;
- Планирование и распределение ресурсов на науку среди научно-общественных организаций, таких как Национальный научный центр и Национальный центр научных исследований и развития;
- Финансирование исследований одобренных Комитетом по оценке исследований.

## Министры науки и высшего образования Польши
- Михал Северинский — с 5 мая 2006 года по 16 ноября 2007 года;
- Барбара Кудрицкая — с 16 ноября 2007 года по 27 ноября 2013 года;
- Лена Коларская-Бобиньская — с 27 ноября 2013 года[1] по 16 ноября 2015 года;
- Ярослав Говин — с 16 ноября 2015 года по 8 апреля 2020 года[2].
- Войцех Мурдзек[англ.] — с 16 апреля 2020 года по 19 октября 2020 года
- Пшемыслав Чарнек[англ.] — с 19 октября 2020 года по 1 января 2021 года
- Дариуш Вечорек[пол.] — с 13 декабря 2023 года